# حكاية الأميرة كاغويا
حكاية الأميرة كاغويا (باليابانية: かぐや姫の物語) هو فيلم فنتازيا أُصدر في 2013، و20 نوفمبر 2014، في ألمانيا. ومن توزيع توهو، وقد أخرجه إيزاو تاكاهاتا الفيلم مقتبسٌ من حكاية حطّاب الخيزران.

## القصة
قصة الفيلم مقتبسة من إحدى أساطير التراث الشعبي الياباني التي تعود للقرن العاشر الميلادي، واسمها “حكاية قاطع الخيزران”
تدور أحداث الفيلم عن عثور قاطع خشب الخيزران على أميرة في إحدى قصبات الخيزران. فيربيها هو وزوجته ويُلقبها أصدقائها «بتاكينوكو» التي تعني خيزرانة صغيرة وتغيرت حياة الأميرة الصغيرة من فتاة قروية إلى أميرة ولُقبت بـ«الأميرة كاغويا»

## طاقم التمثيل
- اتسوكو تاكاهاتا [الإنجليزية]‏
- جورج سيجال
- دانيال دي كيم
- أوليفر بلات
- دين كاين
- جون شو
- كينجو كورا
- ليام أوبراين
- Takeo Chii [الإنجليزية]‏
- نوبوكو مياموتو
- بو بريدجز
- ماري ستينبرجن
- Ryudo Uzaki [الإنجليزية]‏
- Hikaru Ijūin [الإنجليزية]‏
- Takaya Kamikawa [الإنجليزية]‏
- لوسي لو
- Nakamura Shichinosuke II [الإنجليزية]‏
- دارين كريس
- كلوي موريتز
- جيمس كان
- توموكو تاباتا

## الإنتاج

### الموسيقى
موسيقى الفيلم التصويرية من تلحين جو هيسايشي.

## الاستقبال

### الجوائز والترشيحات
الجوائز
- Los Angeles Film Critics Association Award for Best Animated Film [الإنجليزية]‏ (2014)
- Asia Pacific Screen Award for Best Animated Film [الإنجليزية]‏ (2014)[24]
- Mainichi Film Award for Best Animation Film [الإنجليزية]‏ (2013).

الترشيحات
- Annie Award for Outstanding Achievement for Directing in a Feature Production [الإنجليزية]‏ (2015)[25]
- Annie Award for Outstanding Achievement for Music in a Feature Production [الإنجليزية]‏ (2015)[25]
- Annie Award for Best Animated Feature [الإنجليزية]‏ (2015)[25]
- جائزة الأوسكار لأفضل فيلم صور متحركة، المُرشَّح: إيزاو تاكاهاتا وYoshiaki Nishimura، في: حفل توزيع جوائز الأوسكار السابع والثمانون (2015)[25]
- Online Film Critics Society Award for Best Animated Film [الإنجليزية]‏ (2014)[25]
- Online Film Critics Society Award for Best Foreign Language Film [الإنجليزية]‏ (2014)[25]
- جائزة الأكاديمية اليابانية للرسوم المتحركة لهذا العام [الإنجليزية]‏ (2014)

## وصلات خارجية
- حكاية الأميرة كاغويا على موقع IMDb (الإنجليزية)
- حكاية الأميرة كاغويا على موقع ميتاكريتيك (الإنجليزية)
- حكاية الأميرة كاغويا على موقع روتن توميتوز (الإنجليزية)
- حكاية الأميرة كاغويا على موقع ألو سيني (الفرنسية)
- حكاية الأميرة كاغويا على موقع Turner Classic Movies (الإنجليزية)
- حكاية الأميرة كاغويا على موقع أول موفي (الإنجليزية)
- حكاية الأميرة كاغويا على موقع بوكس أوفيس موجو (الإنجليزية)
- حكاية الأميرة كاغويا على موقع فيلمافينيتي (الإسبانية)
- حكاية الأميرة كاغويا على موقع قاعدة بيانات الفيلم (الإنجليزية)
- حكاية الأميرة كاغويا على موقع ليتربوكسد (الإنجليزية)